# Sklerocij
Sklerocij (plural sklerociji, od grčkog skleros - tvrdo) je kompaktna masa očvršćenog micelija gljiva koja sadrži rezerve hraniva. Dakle, jedna od uloga sklerocija je da bude rezerva koloniji gljivica za preživljavanje u iznimnim okolišnim uvjetima. Kod nekih viših oblika gljivica kao što je ergot, sklerocij se odvaja i opstaje u "uspavanom" stanju dok se ne steknu povoljni uvjeti za rast. Za sklerocij se je ispočetka pogrešno mislilo da je individualni organizam i bio je opisivan kao zasebna vrsta sve dok nije Louis René Tulasne dokazao 1853.g. da je sklerocij tek faza u životnom ciklusu nekih gljivica. Daljnja istraživanja su pokazala da se ova razvojna faza pojavljuje kod više vrsta gljivica, koje pripadaju različitim skupinama gljivica. Sklerocij je važan u razumijevanju životnog ciklusa i razmnožavanja gljivica, kao izvor hrane, kao medicinski preparat i u tretiranju bolesti na usjevima.

## Vanjske poveznice
- Arhivirana inačica izvorne stranice od 15. prosinca 2017. (Wayback Machine) (Sveučilište u Zagrebu, Prirodoslovno-matematički fakultet, Biološki odsjek, 2014.)
- Arhivirana inačica izvorne stranice od 7. ožujka 2021. (Wayback Machine) (Hrvatsko biološko društvo 1885, 9. Hrvatski biološki kongres s međunarodnim sudjelovanjem, Rovinj, 23. – 29. rujna 2006.)